# Municipio de Council Creek
El municipio de Council Creek (en inglés: Council Creek Township) es un municipio ubicado en el condado de Nance en el estado estadounidense de Nebraska. En el año 2010 tenía una población de 101 habitantes y una densidad poblacional de 1,1 personas por km².

## Geografía
El municipio de Council Creek se encuentra ubicado en las coordenadas 41°24′45″N 97°53′28″O / 41.41250, -97.89111. Según la Oficina del Censo de los Estados Unidos, el municipio tiene una superficie total de 91.46 km², de la cual 89,67 km² corresponden a tierra firme y (1,95 %) 1,79 km² es agua.

## Demografía
Según el censo de 2010, había 101 personas residiendo en el municipio de Council Creek. La densidad de población era de 1,1 hab./km². De los 101 habitantes, el municipio de Council Creek estaba compuesto por el 100 % blancos. Del total de la población el 0 % eran hispanos o latinos de cualquier raza.